# Rodolfo III da Varano
Rodolfo III da Varano (XIV secolo – Castello di Beldiletto, 1424) è stato un condottiero e politico italiano, fu signore di Camerino dal 1399 al 1424.

## Biografia
Era figlio di Gentile III da Varano e di Teodora Salimbeni.
Nel 1376 fu governatore di Macerata e nel 1385 ne divenne podestà. Nel 1395 fu al servizio dei fiorentini contro Forlì. Nel 1399, alla morte del padre e contrastato dai parenti, divenne signore di Camerino con conferma da parte del papa Bonifacio IX. Nel 1414 combatté contro Perugia, con l'appoggio di Braccio da Montone, che nel 1416 entrò in Perugia da vincitore.
Con l'elezione del 1417 di papa Martino V nel concilio di Costanza, concilio che doveva risolvere lo scisma prodottosi all'interno della Chiesa a seguito del trasferimento della curia da Avignone a Roma, Rodolfo venne confermato nei suoi territori. In quell'anno venne scoperta una congiura contro i Da Varano, ma fallì e gli oppositori eliminati.
Nel 1421 cercò di liberare il figlio Berardo, prigioniero nella torre di Nocera Umbra.
Rodolfo morì nel 1424 nel Castello di Beldiletto, anche in seguito della perdita del genero Braccio da Montone, ferito nella battaglia dell'Aquila il 5 giugno dello stesso anno.
Alcuni anni dopo la sua scomparsa, la lotta per il potere scatenata all'interno della famiglia culminò nell'eccidio dei Varano (1434).

## Discendenza
Rodolfo si sposò tre volte e ebbe numerosi figli:
- con Elisabetta Malatesta,[4] figlia di Pandolfo II Malatesta
  - Gentilpandolfo (?-1434), condottiero
  - Berardo (?-1434), condottiero
  - Costanza, sposò Jacopo da Carrara di Padova
  - Venanzia, sposò Pino II Ordelaffi
  - Guglielma, sposò Battista Chiavelli, co-signore di Fabriano
  - Bianca, sposò Antonio Cantelmi di Napoli
  - Venanzio (?-1393), sposò Sicinia Da Polenta
  - Tora (?-1433), sposò Niccolò Trincia Trinci
  - figlia N.N.
- con Costanza Smeducci (?-1420) di Sanseverino
  - Piergentile (1400-1433), signore di Camerino con Giovanni II, sposò Elisabetta Malatesta
  - Giovanni (?-1434), signore di Camerino con Piergentile, sposò Bartolomea Smeducci
  - Nicolina (?-1429), sposò in seconde nozze il famoso condottiero Braccio da Montone
  - Ansovina o Antonia, sposò Pandolfo III Malatesta
- con una figlia di Pagnone Cima di Cingoli
  - Antonio, monaco
  - Ansovino (?-1407)
  - Venere, sposò il condottiero Diodoro Petrelli
  - Luca (?-1403?)
  - Rinaldo (?-1407)
  - Palutilla (?-1409?)
  - Ercole (?-1410?)
  - Livia (?-1420?)

Rodolfo III ebbe anche molti figli naturali.

## Ascendenza
|                                   |   |                     | Genitori |  |  | Nonni |  |  | Bisnonni             |  |  | Trisnonni           |  |
|                                   |   |                     |          |  |  |       |  |  | Gentile II da Varano |  |  | Berardo I da Varano |  |
|                                   |   |                     |          |  |  |       |  |  | Gentile II da Varano |  |  | Berardo I da Varano |  |
|                                   |   | Emma                |          |  |  |       |  |  | Gentile II da Varano |  |  |                     |  |
| Berardo II da Varano              |   |                     |          |  |  |       |  |  | Gentile II da Varano |  |  |                     |  |
|                                   |   | …                   | …        |  |  |       |  |  |                      |  |  |                     |  |
|                                   |   | …                   | …        |  |  |       |  |  |                      |  |  |                     |  |
|                                   |   | …                   | …        |  |  |       |  |  |                      |  |  |                     |  |
| Gentile III da Varano             |   | …                   |          |  |  |       |  |  |                      |  |  |                     |  |
|                                   |   | Gualtiero Brunforte | …        |  |  |       |  |  |                      |  |  |                     |  |
|                                   |   | Gualtiero Brunforte | …        |  |  |       |  |  |                      |  |  |                     |  |
|                                   |   | Gualtiero Brunforte | …        |  |  |       |  |  |                      |  |  |                     |  |
| Bellafiore di Gualtiero Brunforte |   | Gualtiero Brunforte |          |  |  |       |  |  |                      |  |  |                     |  |
|                                   |   | …                   | …        |  |  |       |  |  |                      |  |  |                     |  |
|                                   |   | …                   | …        |  |  |       |  |  |                      |  |  |                     |  |
|                                   |   | …                   | …        |  |  |       |  |  |                      |  |  |                     |  |
| Rodolfo III da Varano             |   | …                   |          |  |  |       |  |  |                      |  |  |                     |  |
|                                   | … | …                   |          |  |  |       |  |  |                      |  |  |                     |  |
|                                   | … | …                   |          |  |  |       |  |  |                      |  |  |                     |  |
|                                   | … | …                   |          |  |  |       |  |  |                      |  |  |                     |  |
| …                                 | … |                     |          |  |  |       |  |  |                      |  |  |                     |  |
|                                   |   | …                   | …        |  |  |       |  |  |                      |  |  |                     |  |
|                                   |   | …                   | …        |  |  |       |  |  |                      |  |  |                     |  |
|                                   |   | …                   | …        |  |  |       |  |  |                      |  |  |                     |  |
| Teodora Salimbeni                 |   | …                   |          |  |  |       |  |  |                      |  |  |                     |  |
|                                   |   | …                   | …        |  |  |       |  |  |                      |  |  |                     |  |
|                                   |   | …                   | …        |  |  |       |  |  |                      |  |  |                     |  |
|                                   |   | …                   | …        |  |  |       |  |  |                      |  |  |                     |  |
| …                                 |   | …                   |          |  |  |       |  |  |                      |  |  |                     |  |
|                                   |   | …                   | …        |  |  |       |  |  |                      |  |  |                     |  |
|                                   |   | …                   | …        |  |  |       |  |  |                      |  |  |                     |  |
|                                   |   | …                   | …        |  |  |       |  |  |                      |  |  |                     |  |
|                                   |   | …                   |          |  |  |       |  |  |                      |  |  |                     |  |